# Nová Paka
Nová Paka (en allemand : Neupaka) est une ville du district de Jičín, dans la région de Hradec Králové, en Tchéquie. Sa population s'élevait à 9 060 habitants en 2024.

## Géographie
Nová Paka se trouve à 13 km au nord-est de Jičín, à 39 km au nord-ouest de Hradec Králové et à 90 km au nord-est de Prague.
La commune est limitée par Levínská Olešnice au nord, par Vidochov et Pecka à l'est, par Lázně Bělohrad, Choteč et Lužany au sud, et par Úbislavice et Stará Paka à l'ouest.

## Histoire
La première mention écrite de la localité date de 1357.

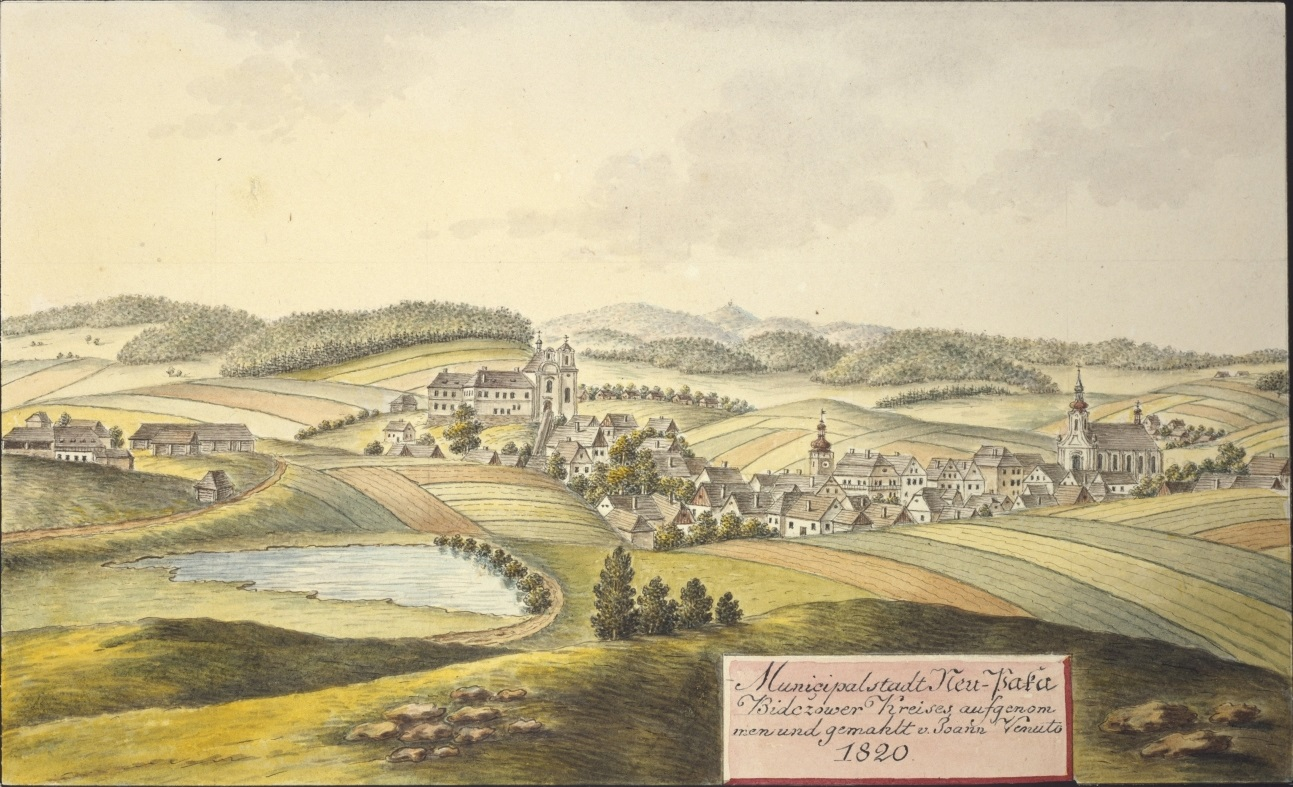
Nová Paka en 1820, par Joann Venuto.

## Galerie

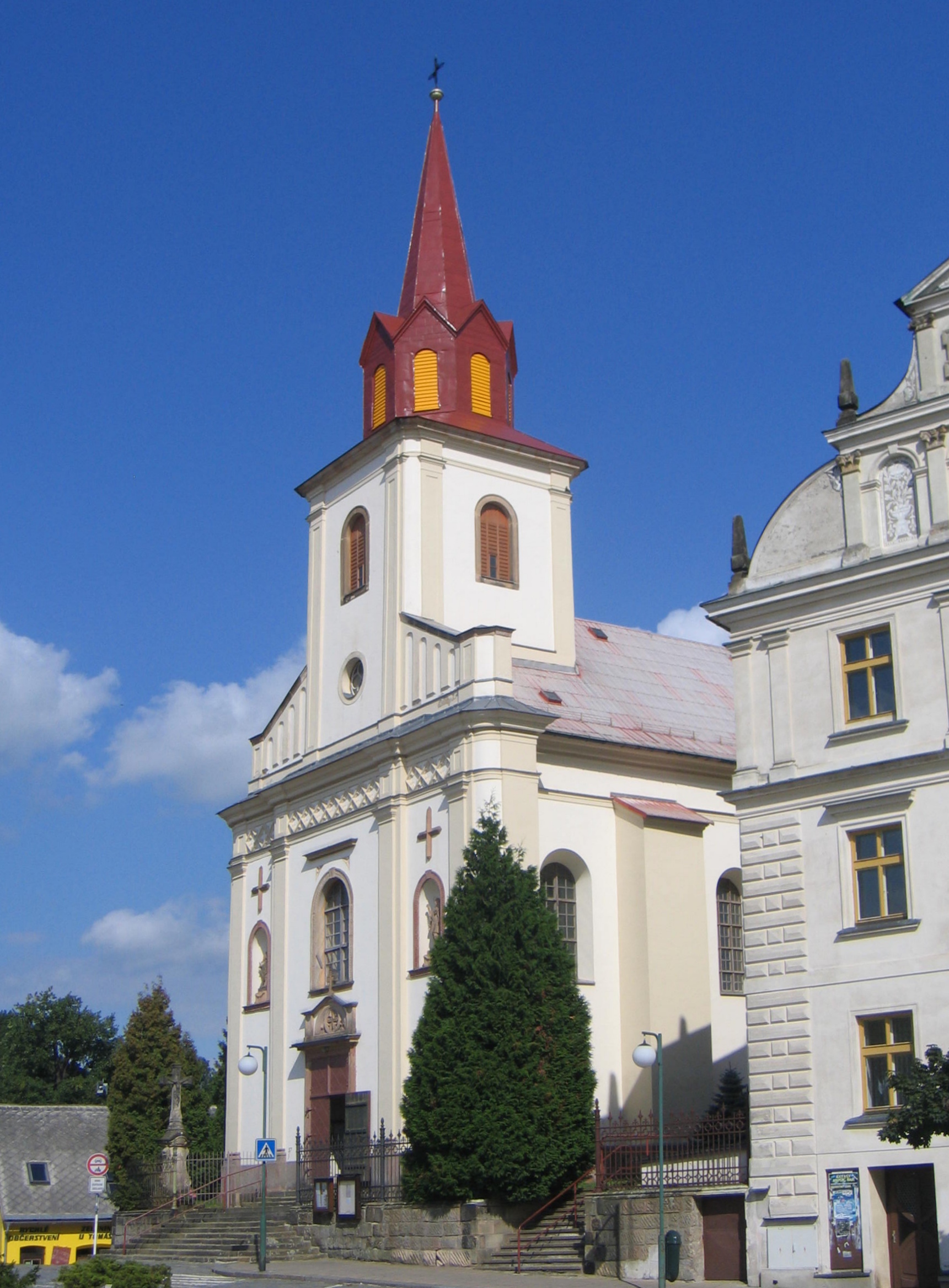
Église Saint-Nicolas
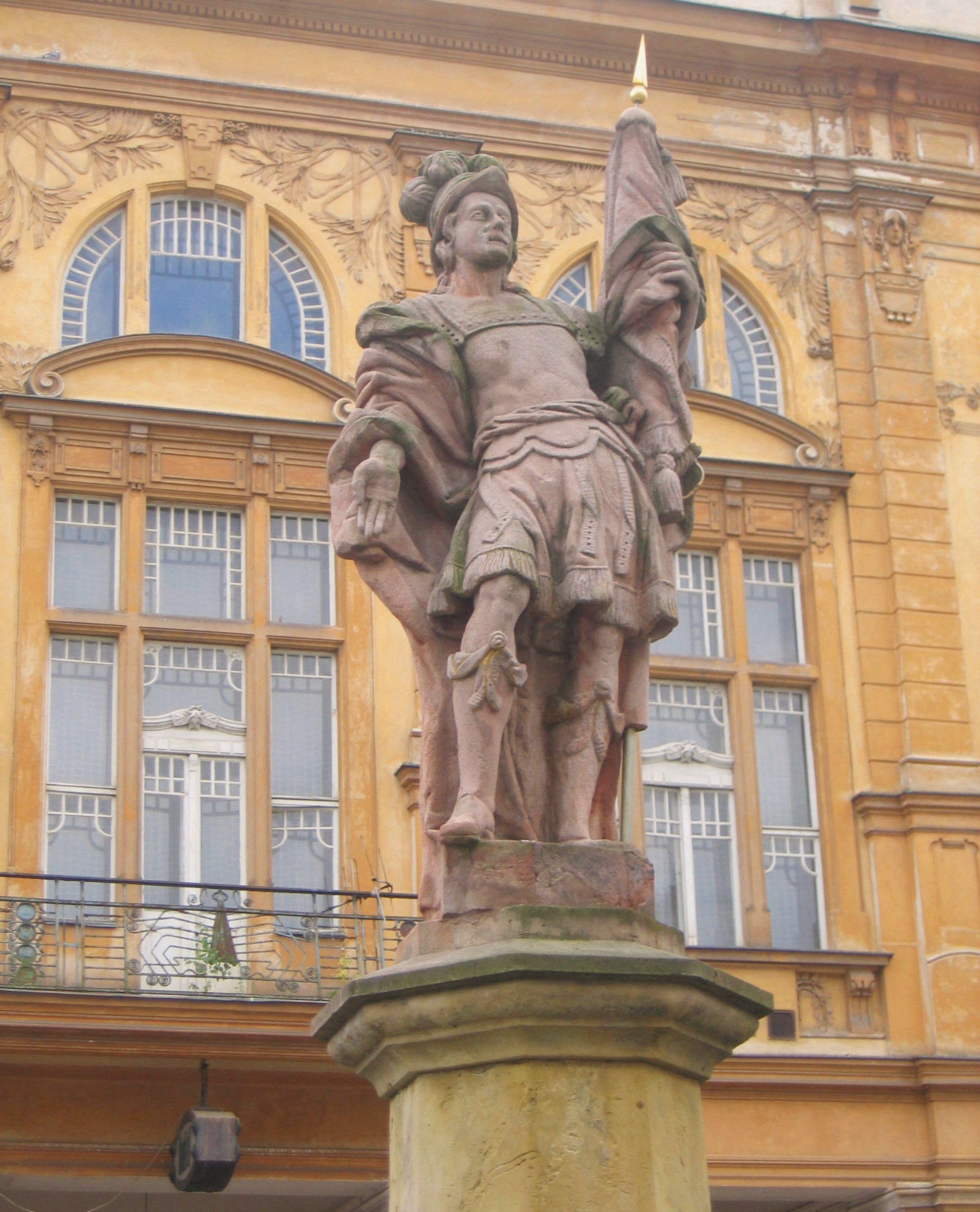
Fontaine Saint-Florien.
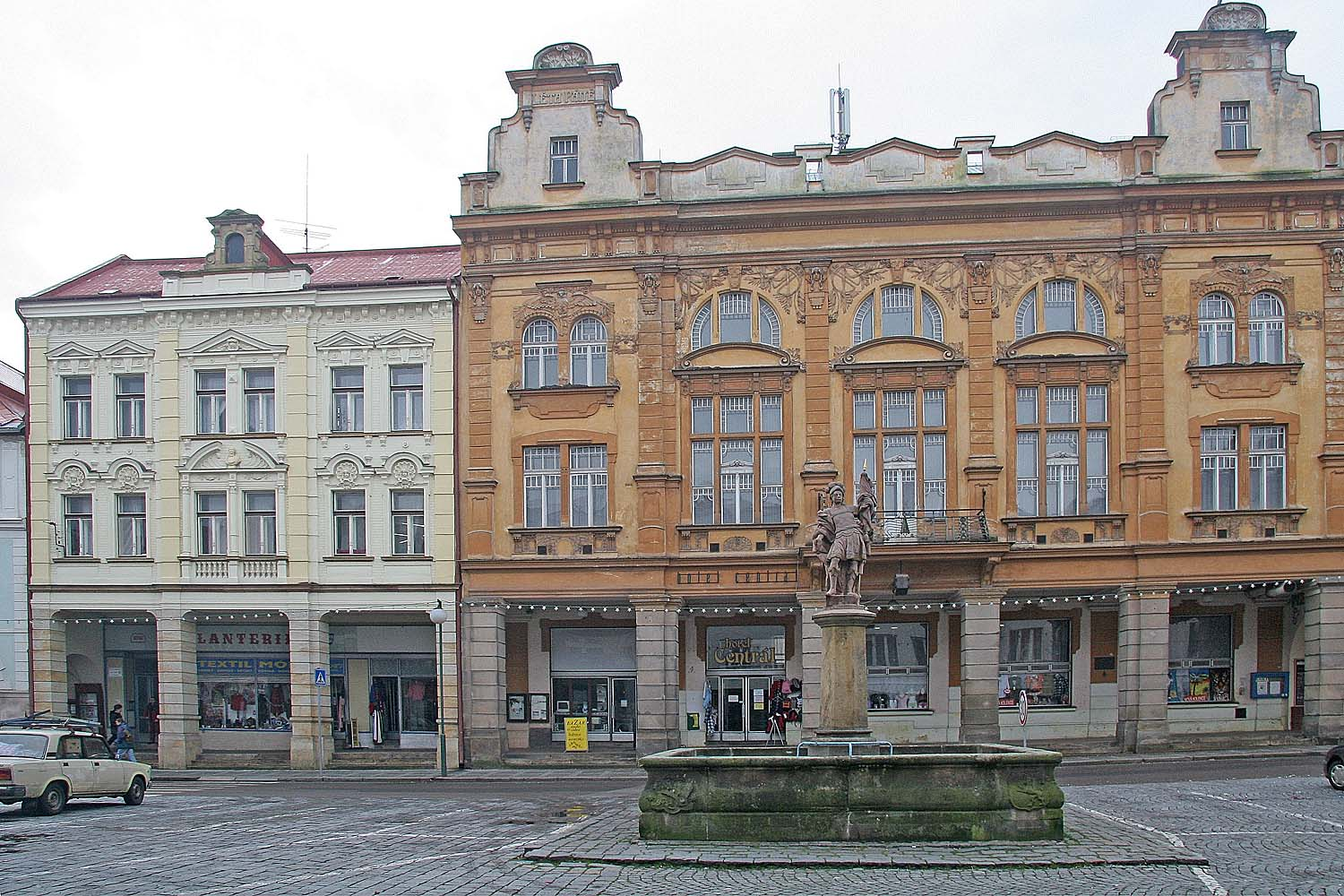
Nová Paka : hôtel Central.

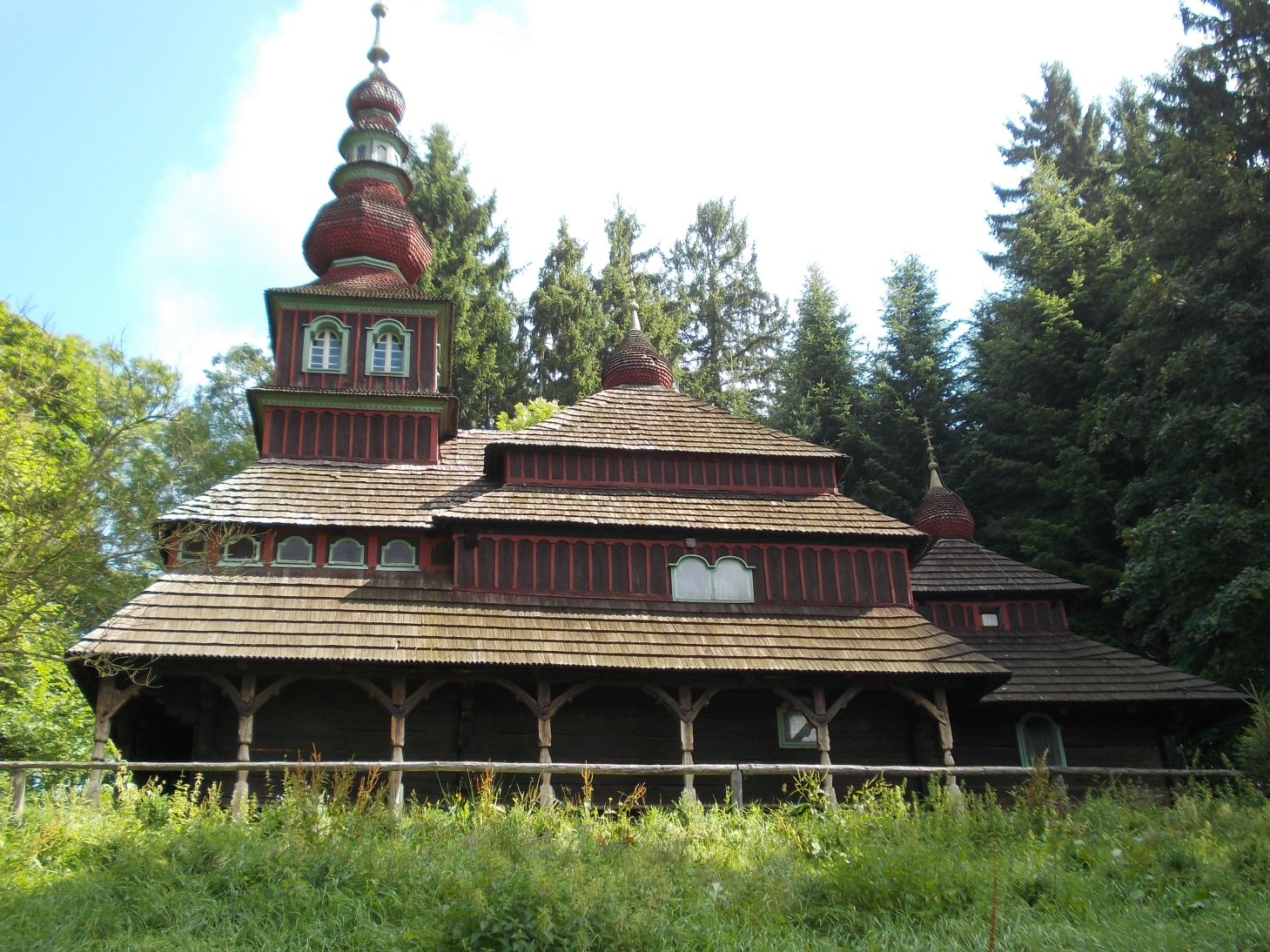
Église grecque.
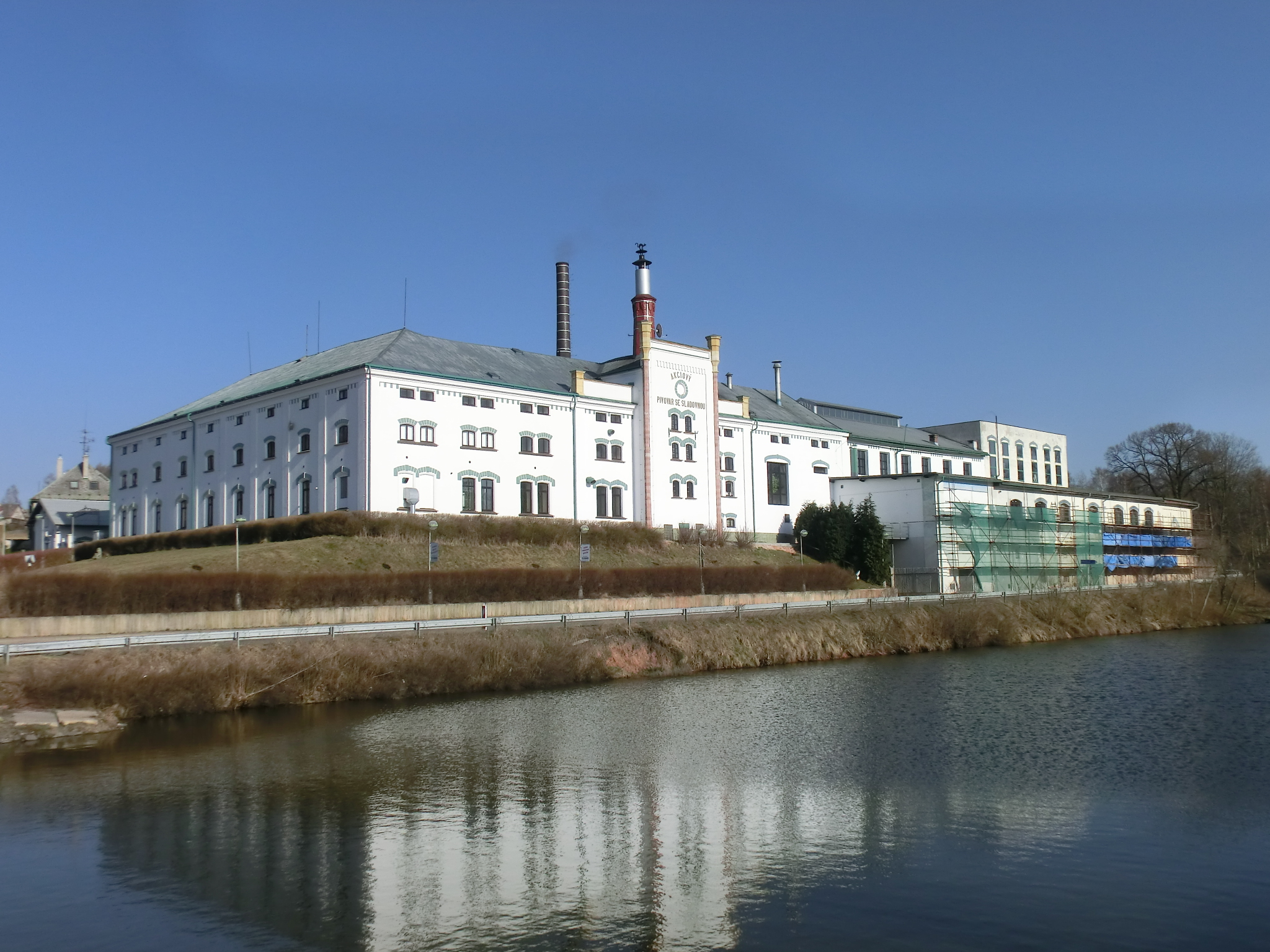
Brasserie de Nová Paka.

## Transports
Par la route, Nová Paka se trouve à 16 km de Jičín, à 46 km de Hradec Králové et à 111 km de Prague. 

## Jumelages
- Bohuslavice (district de Náchod) (Tchéquie)
- Pieszyce (Pologne)